# Ricardo León Valdés
Ricardo León Valdés (Santiago de Chile, 10 de noviembre de 1955-Milán, 22 de julio de 2017) fue un ingeniero comercial y diplomático chileno.

## Biografía
Nació en Santiago de Chile el 10 de noviembre de 1955, hijo de Ricardo Domingo León Leiva y Clara Nora Valdés Aguilera. Fue sobrino del también diplomático José Luis León Leiva. Estudió ingeniería comercial en la Universidad de Chile, y luego se formó como diplomático de carrera en la Academia Diplomática de Chile.
Ejerció funciones consulares en la India, en Indonesia (fue cónsul en la capital Yakarta), Turquía y Corea del Sur.
Asimismo, representó a Chile ante la Organización de las Naciones Unidas para la Alimentación y la Agricultura.
Dentro del Ministerio de Relaciones Exteriores, trabajó en las direcciones de Ciencia, Tecnología e Innovación, de Política Bilateral, y de Asuntos Culturales.
Desde finales de 2016 se desempeñaba como cónsul en la ciudad venezolana de Puerto Ordaz, cuando falleció el 22 de julio de 2017 durante unas vacaciones en Milán, Lombardía, de un ataque al corazón.